# ハマハコベ
ハマハコベ（浜繁縷、学名：Honckenya peploides subsp. major）は、ナデシコ科ハマハコベ属の多年草。ヨーロッパに分布する Honckenya peploides subsp. peploides を基本亜種とする亜種。

## 特徴
根茎は地中を横走する。植物体は全体に無毛。茎は叢生して、よく分枝して広がり、斜上または直立して、高さは10-30cmになる。葉は十字状に対生し、葉身は長楕円形で、長さ1-4cm、幅4-20mmになり、先端は鋭頭で、基部は互いに合生して葉柄がない。葉に厚みがあり、多肉質で光沢がある。
花期は6-9月。花は単性で、雌花のみをつける株と雄花のみをつける株があり、ときに雄花をつける株には両性花が混在する。花は白色で、径は8-12mmになり、茎先または葉腋に単生し、花柄は長さ0.5-1.5cmになり直立する。萼片は5個、卵形から卵状披針形になり、長さは4-7mm、先端が鋭形になる。花弁は5個、萼片とほぼ同じ長さかまたは短く、さじ形になり、先端は円頭か少しへこむ。雄蕊は雄花および両性花で10個あり、葯は橙黄色になり、雌花では退化的になる。子房は1室、その上に3個の花柱がある。果実は球形で肉質の蒴果で、長さ5-8mmになり3裂する。種子は長さ3-4mmの卵形で、褐色で表面は平滑となる。

## 本種の花の性表現
本種の花の性表現としては、1940年に刊行された『牧野日本植物圖鑑』では、「両性花ヲ開ク株ト雄花ヲ開ク株トアリ」とある。その後の図鑑等でも、「両性花の株と雄株とがある」、「花は両性花と雄花とがあり、別々の株につく」とあり、雄性両全性異株としている。一方、2017年に刊行された『改訂新版 日本の野生植物 4』では、「花は単性、または雄花に両性花が混在し」とあり、雌性両全性異株とされている。

## 分布と生育環境
日本では、北海道、本州のおもに日本海側地域に分布し、海岸の砂地や礫地に生育する。国外では朝鮮半島、ロシア（極東地方）、北アメリカ（太平洋側地域）に分布する。北太平洋要素の植物である。

## 名前の由来
和名ハマハコベは、「浜繁縷」の意で、海岸に生育することによる。
属名 Honckenya は、ドイツの植物学者 Gerhard August Honckeny (1724 – 1803) への献名。種小名（種形容語）peploides は、「トウダイグサ属の Euphorbia peplus に似た」の意味。亜種名 major は、「巨大な、より大きい」の意味。

## ギャラリー

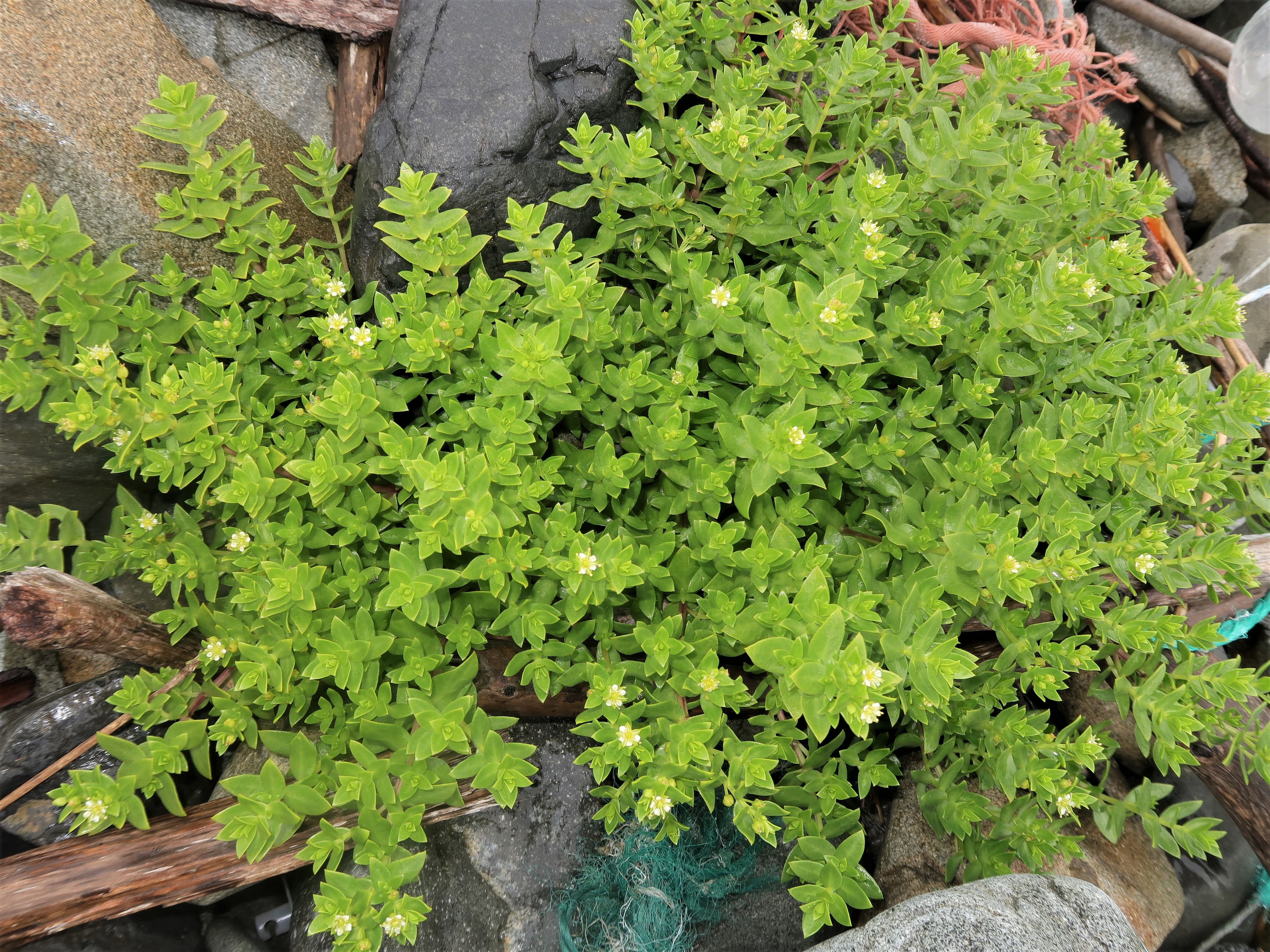
雄株
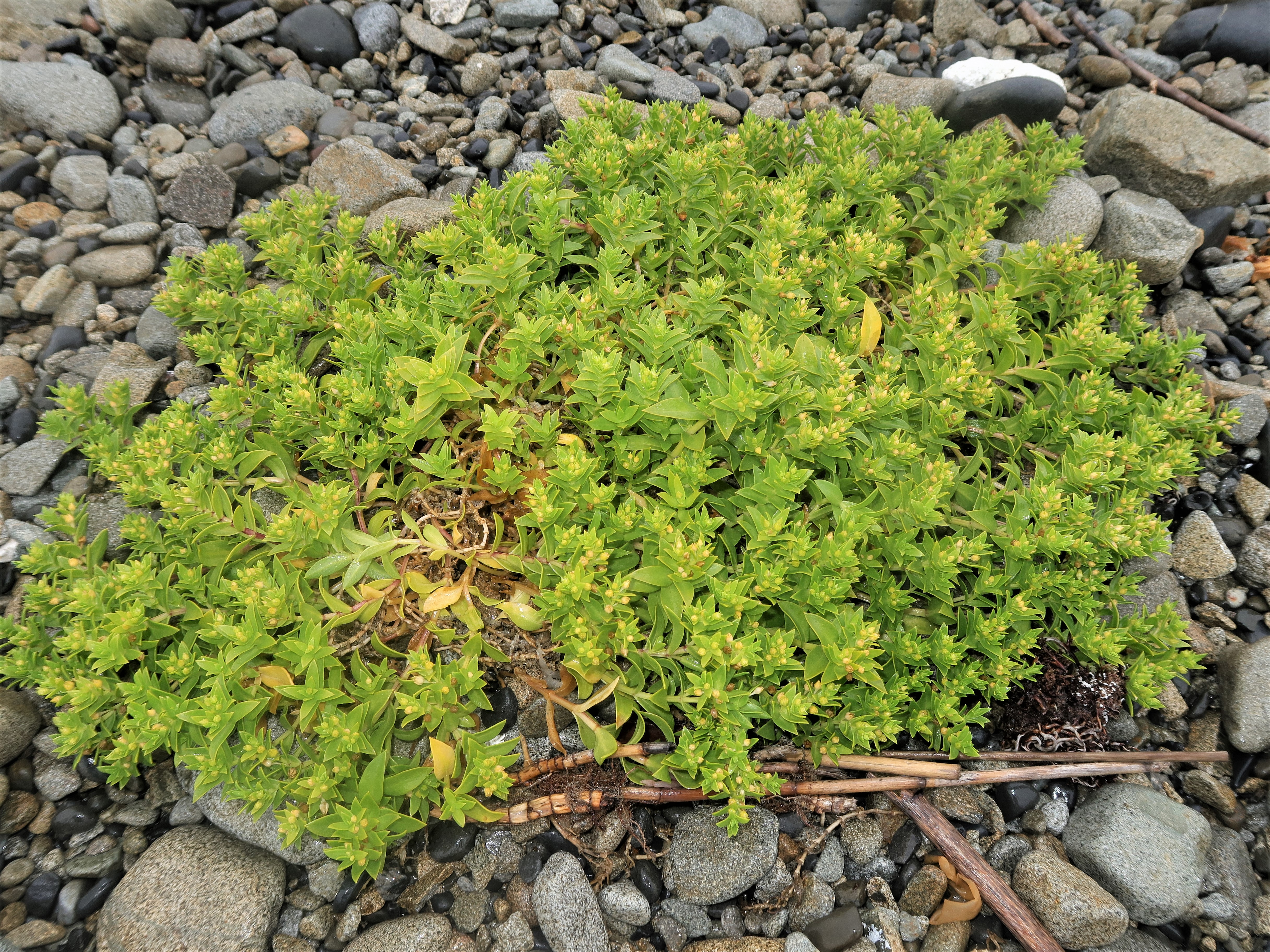
雌株
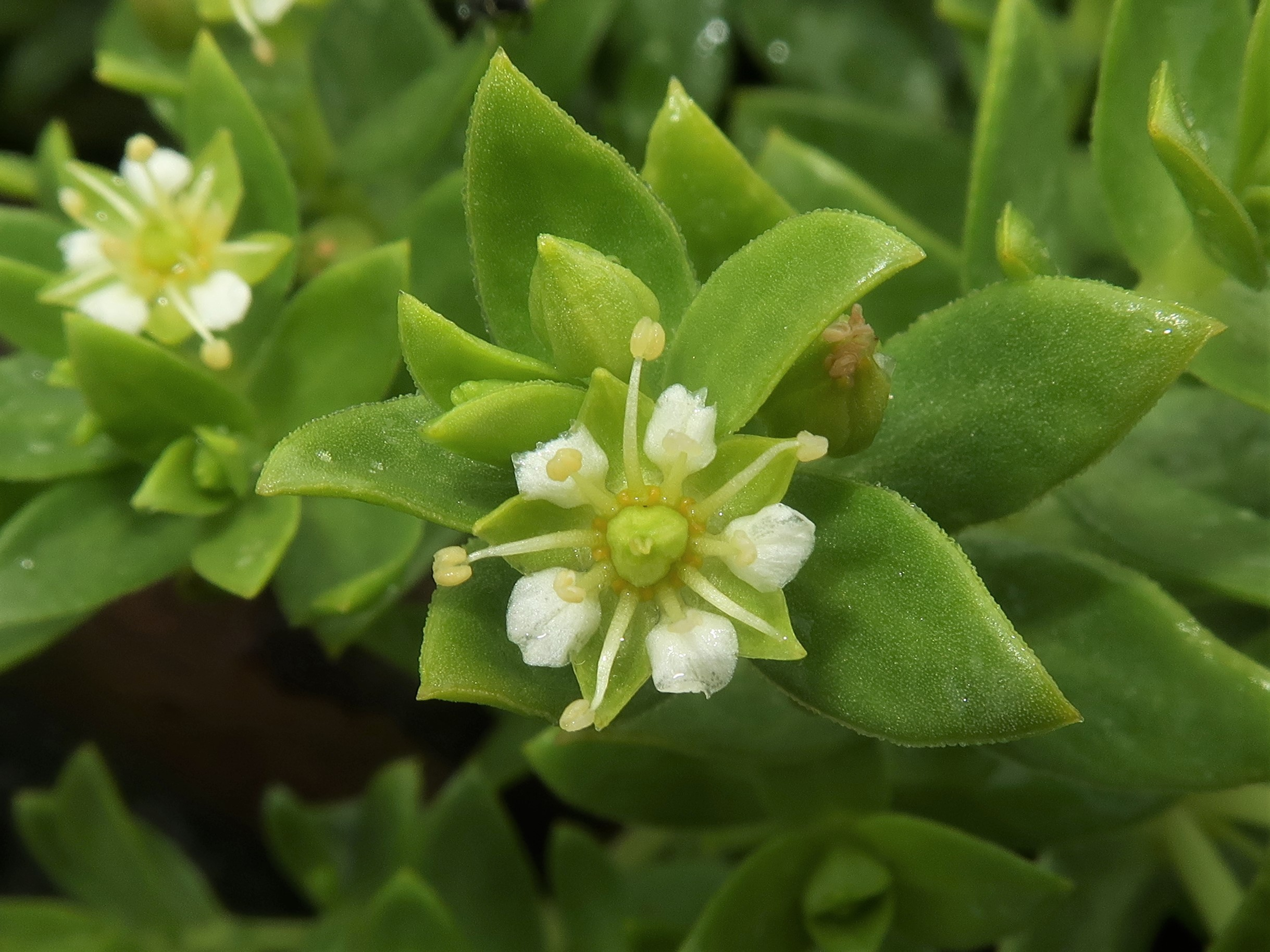
雄花（または両性花）。花弁は5個あり、爪部がある。雄蕊は10個ある。
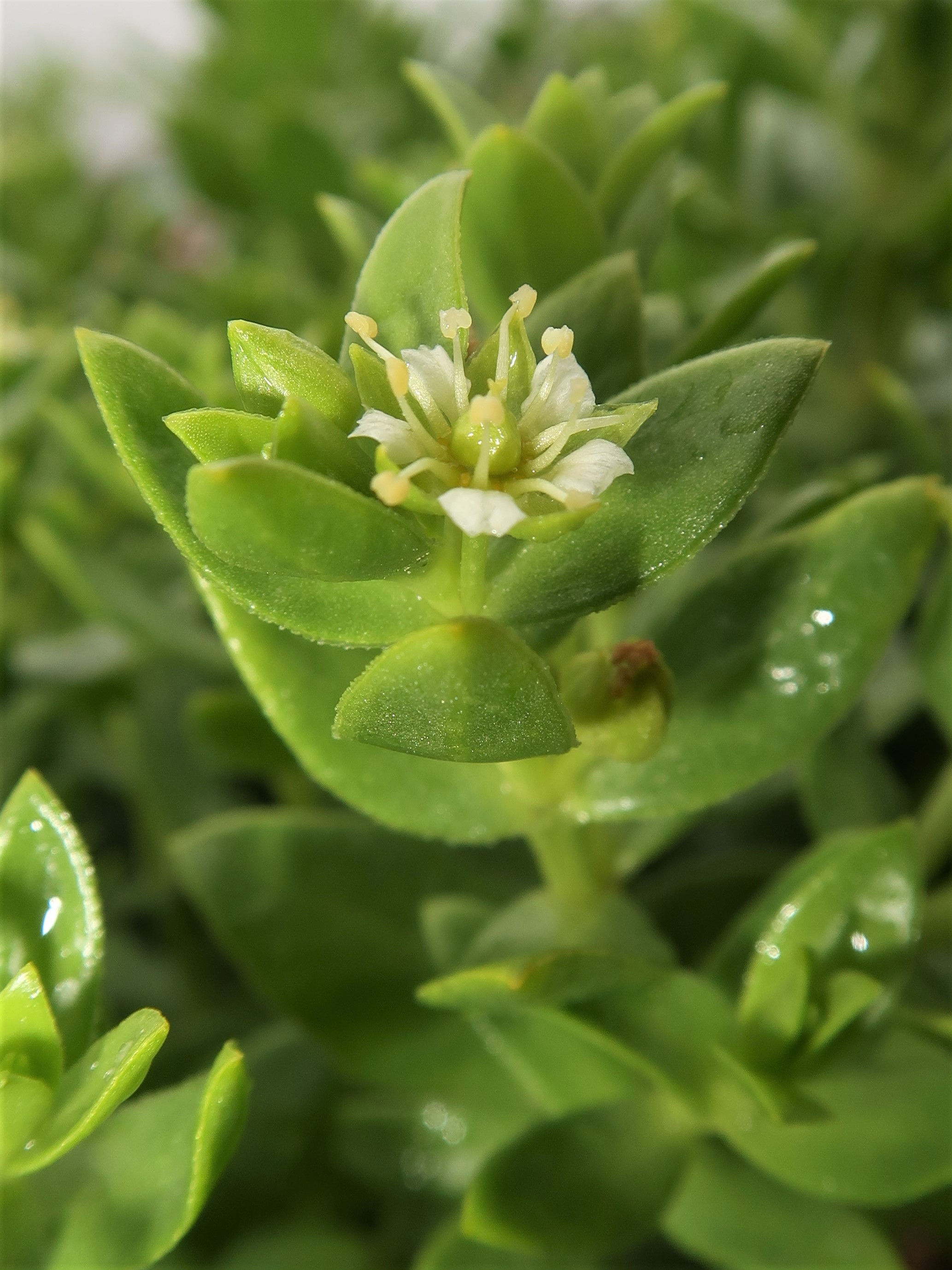
雄花（または両性花）。葉は肉質、花柄がある。
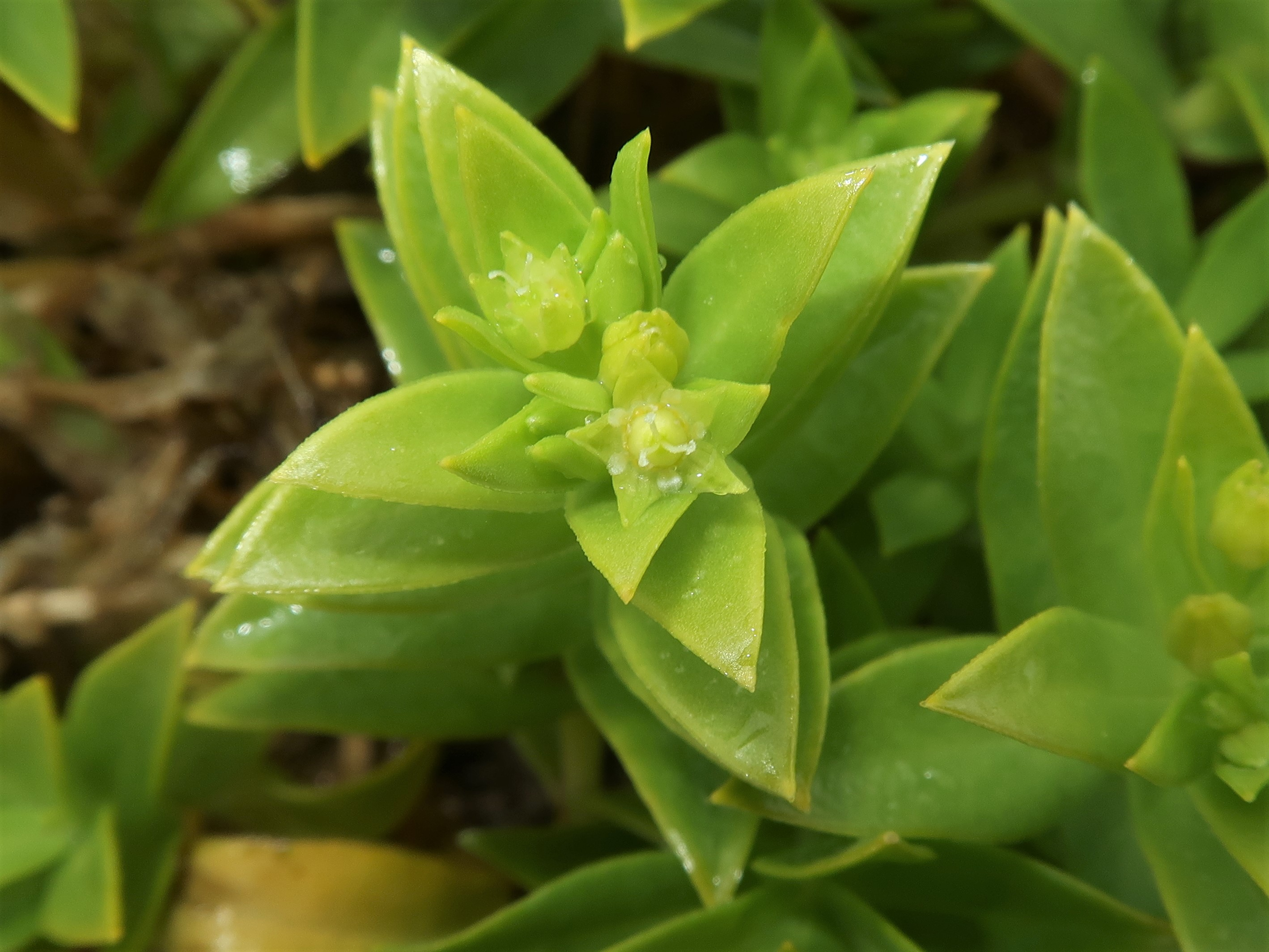
雌花。花弁は小さく、雄蕊は退化している。花柱が3個ある。
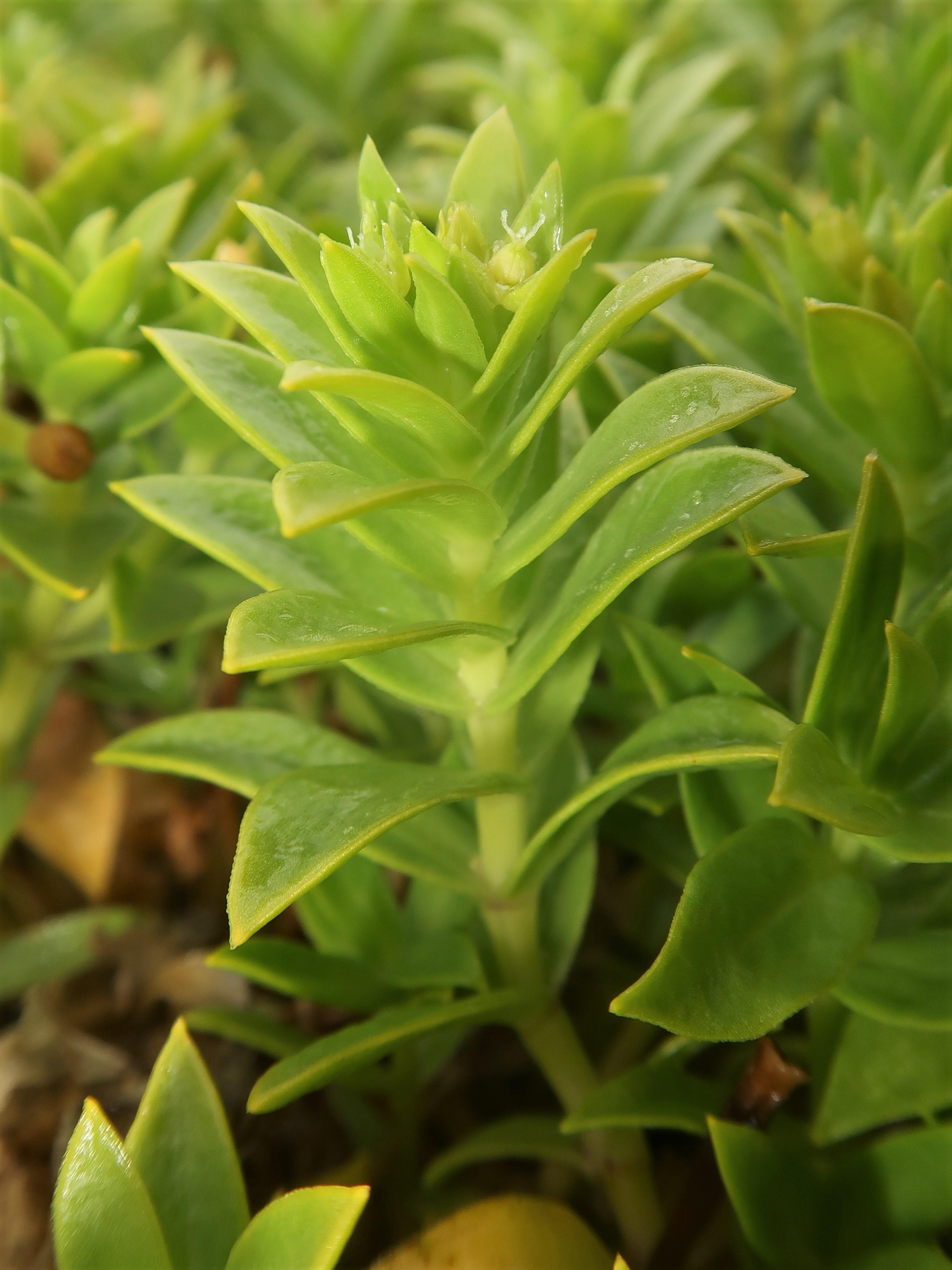
雌花。葉は十字状に対生し、基部は互いに合生する。

## ハマハコベ属
ハマハコベ属（Honckenya Ehrh.）はナデシコ科の属の一つ。小型の多年草で、植物体はマット状または塊状に広がる。花のつかない茎は地を這い、花がつく茎は斜上するかやや直立する。葉は楕円形から長楕円形で無柄。花は茎先に1-6個が集散花序につくか葉腋に単生する。花は単性かときに雄花に両性花が混在する。苞があり葉状になる。萼片は5個まれに4-6個。花弁は5個まれに4-6個になり、基部に爪があり、先端はへこみ、ときに退化している。雄蕊は雄花では10個、雌花では減数するか退化している。花柱は3-5個。果実は球状の蒴果となり3裂する。種子は倒卵形または扁平で、平滑または小突起があり、赤褐色から黄褐色になる。
アジア、ヨーロッパおよび北アメリカの温帯から北極地方に種として1種のみあり、3亜種が認められ、日本には、subsp. major 1亜種がある。基本亜種 subsp. peploides は、ヨーロッパに分布し、subsp. major より全体が大きく、葉の幅が広い。